# Vallargärdet
Vallargärdet är en tätort i Karlstads kommun belägen 13 km norr om Karlstad intill riksväg 63.
Vallargärdet är en villaförort med skola, lanthandel och flera föreningar. I nordost ligger Alsters kyrkby.

## Idrott
På orten huserar Ulvsby IF i division 6-fotbollen hemma på Ulvsby Idrottsplats. På 60-talet spelade man dock i division 4.

## Befolkningsutveckling
| Befolkningsutvecklingen i Vallargärdet 1965–2020            | Befolkningsutvecklingen i Vallargärdet 1965–2020 | Befolkningsutvecklingen i Vallargärdet 1965–2020 | Befolkningsutvecklingen i Vallargärdet 1965–2020 | Befolkningsutvecklingen i Vallargärdet 1965–2020 |
| ----------------------------------------------------------- | ------------------------------------------------ | ------------------------------------------------ | ------------------------------------------------ | ------------------------------------------------ |
|                                                             |                                                  |                                                  |                                                  |                                                  |
| År                                                          |                                                  |                                                  | Folkmängd                                        | Areal (ha)                                       |
| 1965                                                        | 1965                                             |                                                  | 339                                              |                                                  |
| 1970                                                        | 1970                                             |                                                  | 488                                              |                                                  |
| 1975                                                        | 1975                                             |                                                  | 488                                              |                                                  |
| 1980                                                        | 1980                                             |                                                  | 432                                              |                                                  |
| 1990                                                        | 1990                                             |                                                  | 366                                              | 64                                               |
| 1995                                                        | 1995                                             |                                                  | 366                                              | 64                                               |
| 2000                                                        | 2000                                             |                                                  | 369                                              | 64                                               |
| 2005                                                        | 2005                                             |                                                  | 368                                              | 65                                               |
| 2010                                                        | 2010                                             |                                                  | 382                                              | 64                                               |
| 2015                                                        | 2015                                             |                                                  | 648                                              | 140                                              |
| 2020                                                        | 2020                                             |                                                  | 591                                              | 127                                              |
| Anm.: Ny tätort 1965. Införlivade 2015 Ulvsbyn och Mosstorp |                                                  |                                                  |                                                  |                                                  |